# Hit Records
Hit Records je hrvatska diskografska kuća osnovana 2003. godine u Zagrebu. Tvrtka se bavi uslugom izdavanja i snimanja zvučnih zapisa. Hit Records je član udruženja diskografskih tvrtki IFPI (eng.:International Federation of the Phonographic Industry), koje predstavlja glazbenu industriju diljem svijeta s nekih 1.400 članova u 66 zemalja te povezanih industrijskih udruženja u 45 zemalja.
Tvrtka ima u svom prostoru studio za snimanje. Studio Hit Recordsa nastao je iz potrebe da izdavačka kuća pruži odgovarajuću potporu svojim izvođačima. Studio je opremljen najsuvremenijom i najkvalitetnijom opremom za snimanje i obradu zvuka. Na web stranici se može pronaći kompletan popis opreme koja se nalazi u studiju, kao i izvođači koji su svoj glas prepustili njihovim stručnjacima za snimanje.

## Trenutni izvođači
Tony Cetinski, ITD Band, Ivan Zak, Zdravko Čolić, Neda Ukraden, Halid Bešlić, Hari Mata Hari, Toše Proeski, Prljavo kazalište, Kaliopi, Doris Dragović, Zorica Kondža, Klapa Rišpet, Hari Rončević, Sandi Cenov, Giuliano, David Temelkov, Marko Kutlić, Jure Brkljača, Dženan Lončarević, Željko Samardžić, Haris Džinović, Saša Matić, Klapa Kampanel, Baruni, Učiteljice, Blanka Došen, Ivana Marić, Leo, Josip Joop, Zoran Jelenković, Katarina Rautek, Robert Čolina, Alka Vuica, Cecilija, Tamburaški sastav Dyaco, Klapa Friži, Boris Režak, Bojan Marović, Armin, Željko Krušlin & Latino, Alen Vitasović, Kristijan Rahimovski, Marina Tomašević, Boris Rogoznica, Petar Dragojević, Lsuha, Marijan Monić, Stela, Jakov Mađarić, Elvis Sršen NoA, Romana Lalić Pejković, Sanella, Lovro Krovina, Dino Bogović, Lara Demarin, Vesna Pisarović, grupa Ruswaj, Magdalena Bogić, Mirka. i mnogi drugi.